# Połajewo (Grande-Pologne)
Pour les articles homonymes, voir Połajewo.
Połajewo (prononciation : [pɔwaˈjɛvɔ]) est un village de Pologne, situé dans la voïvodie de Grande-Pologne. Elle est le chef-lieu de la gmina de Połajewo, dans le powiat de Czarnków-Trzcianka.
Il se situe à 17 kilomètres au sud-est de Czarnków (siège du powiat) et à 46 kilomètres au nord de Poznań (capitale régionale).
Le village possède une population de 2 237 habitants en 2006.

## Voies de communications
La route voïvodale n°178 (qui relie Wałcz à Oborniki) passe par le village.